# Говердовский, Андрей Александрович
Андре́й Алекса́ндрович Говердо́вский (р. 16 июня 1959) — советский и российский физик. Генеральный директор Физико-энергетического института (2013—2020), доктор физико-математических наук, профессор. Лауреат Премии Правительства Российской Федерации в области науки и техники (2017).

## Биография
Закончил МИФИ в 1982 году, факультет «Т».

### Публикации Андрея Говердовского

#### Монографии
- Говердовский А. А., «Современное состояние физики атомных ядер». ФЭИ, Обнинск, 1999, 40с.

#### Статьи
- А. А. Говердовский, Б. Д. Кузьминов, В. Ф. Митрофанов, А. И. Сергачев. Энергетический баланс подбарьерного деления ядер, in Proceeding of the International Conference «Fiftieth Anniversary of Nuclear Fission», (Leningrad, USSR, 1989), p. 360.
- Goverdovskiy А.А., Mitrofanov V.F., Khiyachkov V.A. The Gross and fine structure of the mass distributions of the fragments in the binary fission of actinides. IAEA: INDC (CCP)- 341 Nov. 1991.
- Хрячков B. A., Говердовский A. A., Кузьминов Б. Д. Холодная фрагментация урана тепловыми и быстрыми нейтронами // Ядерная физика. — 1991. — Т. 53, вып. 3. — С. 621.
- Goverdovskiy А.А., Khiyachkov V.A., Kuzminov B.D. et al. Uranium cold fragmentation by thermal and fast neutrons. Nuclear Data for Science and Technology, Proc. Int. Conf., Julich, Germany, 13-17 May 1991, p. 139—141.
- Говердовский A.A., Хрячков B.A., Грудзевич O.T. и др. Ионизационный метод исследования реакции (п, а) в газообразных и твердых мишенях, препринт ФЭИ-2242 1992 г.
- A.Goverdovskii, V.Khriatchkov, V.Mitrofanov et al. The study of (n, ct) reaction in gaseous and solid targets using of ionization technique. Proc. int. Conf., Lodz, June 1992.
- Говердовский A.A., Митрофанов В. Ф., Хрячков B.A. Свойства осколков и эмиссия нейтронов деления урана. Ядерная физика т.55, вып.9, с.2033,1992.
- Говердовский A.A., Хрячков B.A., Грудзевич О. Т. и др. Наблюдение низколежащего состояния серы в реакции 38Ar(n, a)35S ниже кулоновского барьера. Ядерная физика 1993, т.56, в.6, с. 16-22.
- Goverdovskiy А.А., Mitrofanov V.F., Khiyachkov V.A. Fission fragment angular distributions for a cold fragmentation process. Proc. of second Int. conf. on Dynamical aspects of nuclear fission, Smolenice, 1993, p. 127—132.
- Говердовский A. A., Хрячков B. A., Кузьминов Б. Д. и др. Свойства осколков и долинная структура барьера деления U // Ядерная физика. — 1993. — Т. 56, вып. 12. — С. 40.
- Хрячков В. А., Говердовский А. А., Кетлеров B.B. и др. Особенности спектрометрии заряженных частиц ионизационной камерой с сеткой на пучках быстрых нейтронов. Ядерная физика т.57, вып. 7, с. 1221, 1994 г.
- Goverdovskiy A.A., Mitrofanov V.F., Khiyachkov V.A. Properties of Standard-I mass channel in Fission of Z — odd nuclei. INDC(CCP) — 382 Dec. 1994.
- Goverdovsky A.A., Khriatchkov V.A., Ketlerov V.V. et al. (n, a) — reaction studies using a gridded ionization chamber. Proc. Int. Conf. On nucl. Data for Science and Technology Gatlinburg, USA, May 9-13,1994, v. 1, p. 117.
- Goverdovsky А.А., Khriatchkov V.A., Ketlerov V.V. et al. Spectrometric aspects of charged particles detection in neutron induced reactions. In Proceeding of П International Seminar on Interaction of Neutrons with Nuclei, p. 318 (Dubna, 1994).
- Говердовский A.A., Митрофанов В. Ф., Хрячков B.A. Холодное деформированное деление урана в области высокой массовой асимметрии. ЯФ 1995, т.58, № 9, с. 1546—1553.
- Говердовский А. А., Митрофанов В. Ф., Хрячков В. А. Структура массово-энергетических распределений осколков деления 243Ат быстрыми нейтронами. ЯФ 1995, т.58, № 11, с. 1948—1954.
- Goverdovskiy А.А., Ketlerov V.V., Khryachkov V.A. et al. Observation of superdeformed I67Gd in neutron induced fission of uranium. ISINN-3, Dubna-1995, p. 284—287
- Goverdovskiy A.A., Ketlerov V.V., Khryachkov V.A. et al. Angular distribution of a-particles from 58Ni(n, a)55Fe reaction. ISINN-3, Dubna-1995, p. 351—355.
- Goverdovskiy A.A., Gradzevich O.T., Khryachkov V.A. et aL Detailed study of the double-differential cross-sections for nO(n, a)14C reaction. ISINN-4, Dubna-1996, pp. 241—244.
- Кетлеров B.B., Хрячков B.A., Говердовский A.A. и др. Измерение сечения реакции 58Ni(n, a)55Fe. ВАНТ: ЯК В1,1996, с. 121—128.
- A. A. Goverdovski, V. A. Khryachkov, V. V. Ketlerov et al. Proc. Int. Conf. On Nucl. Data for Science and Technology Trieste, Italy, May 19-24, 1997,v. 1, p. 676—678.
- Goverdovskiy A.A., Ketlerov V.V., Khryachkov V.A. et al. Fission fragments spectrometer based on ionization chamber and waveform digitizer. ISINN-5 Dubna −1997pp.283-286.
- Goverdovskiy A.A., Ketlerov V.V., Khryachkov V.A. et al. Fast neutron induced fission of Np-237: mass spectra at high kinetic energies. ISINN-5 Dubna- 1997 pp. 310—315.
- Ketlerov V.V., Goverdovskiy A.A., Khryachkov V.A. et al. Detailed Study of the Double-Differential Cross-Sections for 0(n, a)14C Reaction. Nuclear Physics A621 (1997),243c-246c.
- Говердовский А. А., Хрячков В. А., Кетлеров В. В. и др. Температурные эффекты в спектрах предразрывных деформаций осколков деления 238Np. ЯФ 1997, т. 60, № 9, с. 1586.
- Говердовский А.А, Хрячков В. А., Кетлеров В. В. и др. Изучение процесса деления нептуния под действием быстрых нейтронов. Отчет ФЭИ Инв. № 9732 От 5.05.1998.
- Говердовский А. А., Хрячков В. А., Кетлеров В. В. и др. Наблюдение истинно холодной фрагментации тяжелого ядра. Письма в ЖЭТФ, 1998, т.67, вып. 10, с.752.
- Хрячков B.A., Говердовский A.A., Кетлеров B.B. и др. Метод энергетической калибровки импульсной ионизационной камеры. ПТЭ, 1998, № 2, с.31-35.
- Говердовский A.A, Хрячков B.A., Кетлеров B.B. и др. Наблюдение истинно холодной фрагментации тяжелого ядра. Избранные труды ФЭИ, 1998, сс.3-4.
- Говердовский А. А., Хрячков В. А., Кетлеров В. В. и др. Холодное деление нептуния: роль неспаренного протона. ЯФ 1999, т.62, № 6, с. 965.

#### Интервью
- Коротков Сергей. С таким коллективом работать не страшно! // Обнинская газета. — 24 июня 2014 года. Архивировано 4 сентября 2014 года.